# Beograd Vukovi 2022
Questa voce raccoglie le informazioni riguardanti i Beograd Vukovi nelle competizioni ufficiali della stagione 2022.

## Prva Liga 2022

### Stagione regolare
| Rakovica 26 marzo 2022, ore 15:15 1ª giornata | Beograd Vukovi | 41 – 6 (14-0 20-6 7-0 0-0) referto | Kikinda Mammoths | Sportski centar |

| 16 aprile 2022, ore 12:30 3ª giornata | Kragujevac Wild Boars | 33 – 35 referto | Beograd Vukovi |  |

| 3 maggio 2022, ore 15:00 4ª giornata | Beograd Vukovi | 36 – 21 referto | Belgrade Blue Dragons |  |

| 8 maggio 2022, ore 15:00 5ª giornata | Novi Sad Wild Dogs | 13 – 40 referto | Beograd Vukovi |  |

| 21 maggio 2022 6ª giornata | Beograd Vukovi | 35 – 0 | Jagodina Black Hornets |  |

| 4 giugno 2022 7ª giornata | Požarevac Pastuvi | 0 – 35 | Beograd Vukovi |  |

### Playoff
| 26 giugno 2022, ore 17:30 Semifinale | Beograd Vukovi | 45 – 12 referto | Novi Sad Wild Dogs |  |

| 10 luglio 2022 Serbian Bowl | Beograd Vukovi | 24 – 17 referto | Kragujevac Wild Boars |  |

## Statistiche di squadra
| Competizione      | %Vittorie | In casa | In casa | In casa | In casa | In casa | In casa | In trasferta | In trasferta | In trasferta | In trasferta | In trasferta | In trasferta | Totale | Totale | Totale | Totale | Totale | Totale |
| Competizione      | %Vittorie | G       | V       | N       | P       | Pf      | Ps      | G            | V            | N            | P            | Pf           | Ps           | G      | V      | N      | P      | Pf     | Ps     |
| ----------------- | --------- | ------- | ------- | ------- | ------- | ------- | ------- | ------------ | ------------ | ------------ | ------------ | ------------ | ------------ | ------ | ------ | ------ | ------ | ------ | ------ |
| Stagione regolare | 1.000     | 3       | 3       | 0       | 0       | 112     | 27      | 3            | 3            | 0            | 0            | 110          | 46           | 6      | 6      | 0      | 0      | 222    | 73     |
| Playoff           | 1.000     | 2       | 2       | 0       | 0       | 69      | 29      | 0            | 0            | 0            | 0            | 0            | 0            | 2      | 2      | 0      | 0      | 69     | 29     |
| Totale            | 1.000     | 5       | 5       | 0       | 0       | 181     | 56      | 3            | 3            | 0            | 0            | 110          | 46           | 8      | 8      | 0      | 0      | 291    | 102    |